# ألونزو راسيل (عداء سريع)
ألونزو راسيل (بالإنجليزية: Alonzo Russell) هو عداء سريع باهاماسي، ولد في 8 فبراير 1992 في فريبورت (البهاما).

## وصلات خارجية
- ألونزو راسيل على موقع الاتحاد الدولي لألعاب القوى (الإنجليزية)
- ألونزو راسيل على موقع TFRRS.org (الإنجليزية)
- ألونزو راسيل على موقع أوليمبيديا (الإنجليزية)